# Scanbee

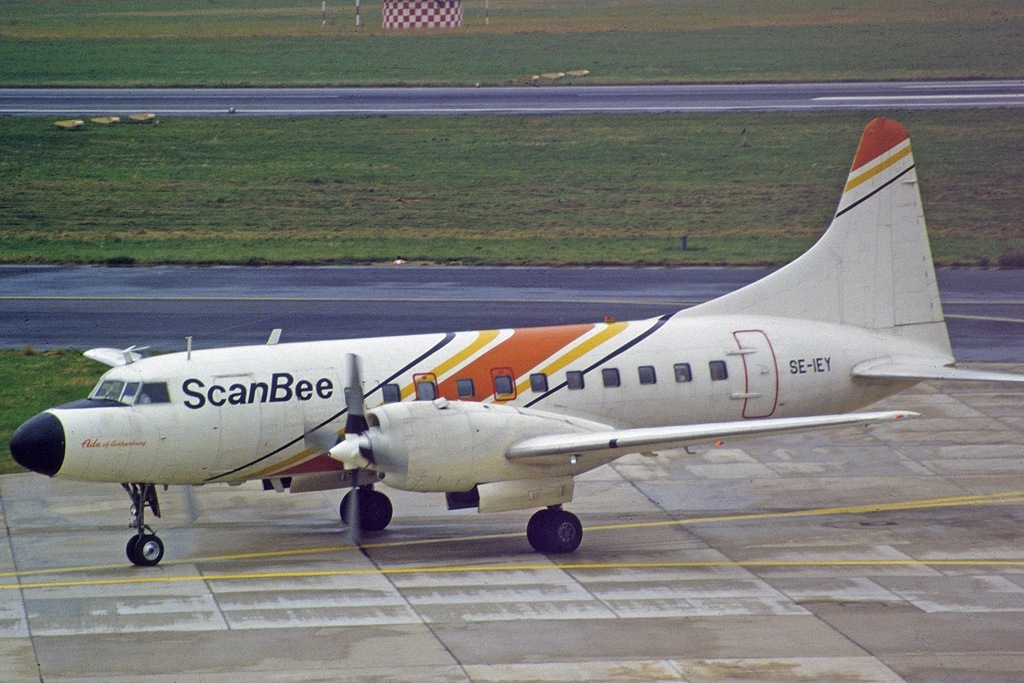
Convair 580 SE-IEY i Düsseldorf, oktober 1985.

Scanbee, av bolaget skrivet ScanBee, var ett svenskt charterflygbolag som opererade Convair flygplan, först Convair 340 och sedermera CV-580 turboprop. Kapaciteten var max 60 pax (CV-580). Verksamheten bestod i huvudsak av leidflygningar åt Linjeflyg, permittenttrafik åt försvaret (så kallat Kronflyg) samt ad-hoc uppdrag i Europa och Nordafrika.